# Massepha absolutalis
Massepha absolutalis is een vlinder van de familie van de grasmotten (Crambidae), uit de onderfamilie van de Spilomelinae. De wetenschappelijke naam van deze soort is voor het eerst voorgesteld door Francis Walker in een publicatie uit 1859.
De soort komt voor in India (Meghalaya), Bhutan, Sri Lanka, Indonesië (Sulawesi, Java) en Australië.